# Modisimus signatus
Modisimus signatus là một loài nhện trong họ Pholcidae. Loài này có ở Puerto Rico.